# Попель, Тадеуш

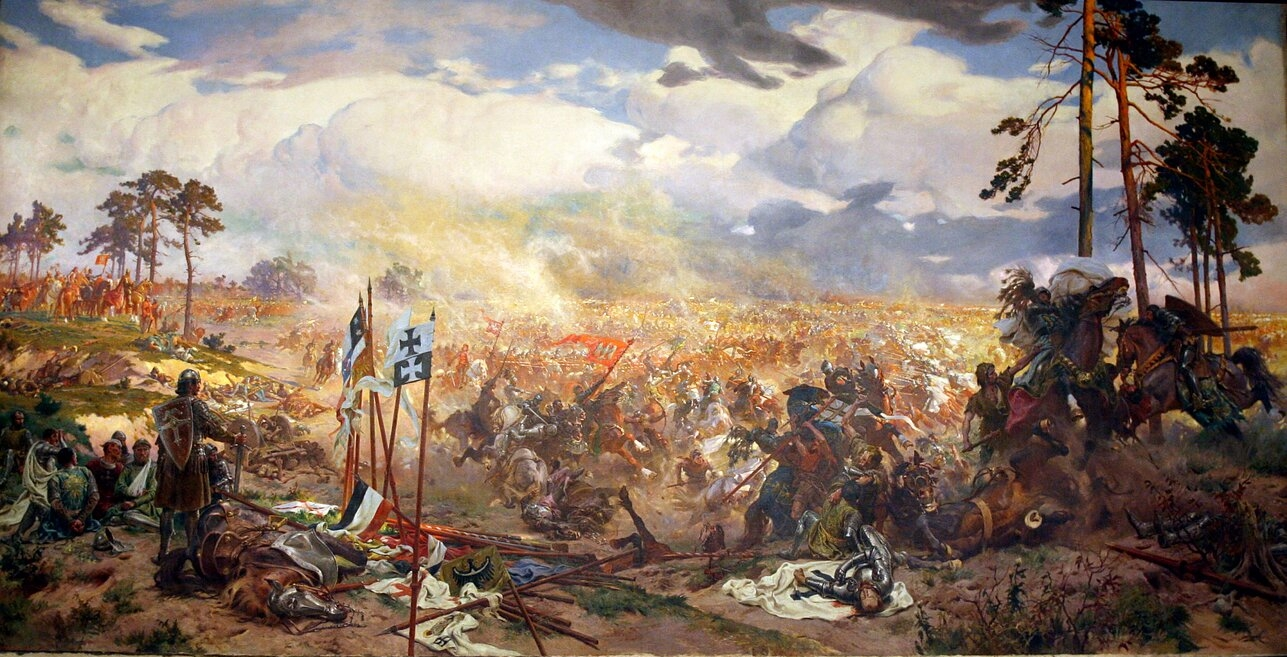
Фрагмент панорамы «Грюнвальдская битва»

Тадеуш Попель (1863, Щуцине, Австрийская империя — 22 февраля 1913, Краков, Австро-Венгрия) — польский художник.

## Биография
Шляхтич герба Сулима. Брат скульптора Антона Попеля.
Учился живописи в Краковской школе изящных искусств (ныне Краковская академия искусств). Ученик Яна Матейко, затем в Академии изобразительных искусств в Вене и Мюнхене . Много путешествовал, посетил Берлин, Копенгаген, Мюнхен и Прагу в 1891 году, Италию в 1894 году, Румынию после 1897 года, а также в Санкт-Петербург и Москву. Принимал участие во многих художественных выставках, был награждён золотыми медалями в Париже (1890) и Сан-Франциско (1894).
Жил в Кракове, Львове и Черновцах. Ближе к концу жизни проживал, в основном, недалеко от Кракова, где у него была студия.
Активно участвовал в художественной жизни, основал школы и объединения рисования «Молодое искусство» во Львове и Союз художников в Познани.

## Творчество
Известен прежде всего как художник-баталист. Вместе с художниками Зигмунтом Розвадовским, Яном Стыка и Войцехом Коссаком создал Рацлавицкую панораму (1894) и панораму «Грюнвальдская битва» (совместно с Зигмунтом Розвадовским) в 1910 г.
Автор картин на религиозные и исторические темы, писал жанровые сцены, портреты и пейзажи, занимался росписью стен и витражами .
Украсил часовню св. Станислава в базилике св. Антония в Падуе, создал декорации театра во Львове.
В 1893 году картина Попеля «После бури», выставленная в польской части Всемирной колумбийской выставки в Сан-Франциско, получила золотую медаль, а затем большие золотые медали на выставках в Чикаго и Филадельфии, и, наконец, была приобретена музеем в Санкт-Петербурге.

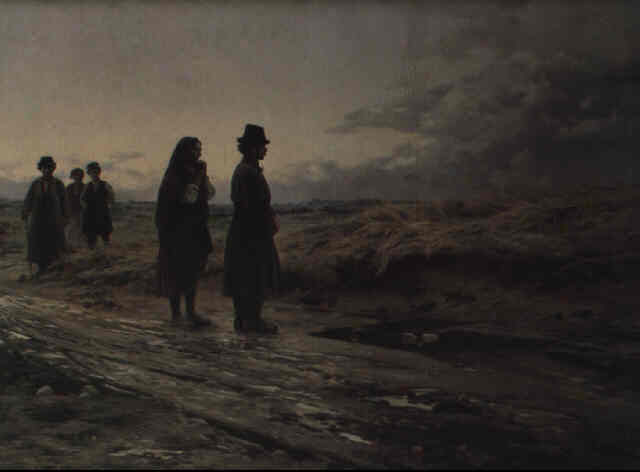
«После бури» (в 1893 году картина была удостоена золотой медали на Всемирной Колумбийской выставке в Чикаго)
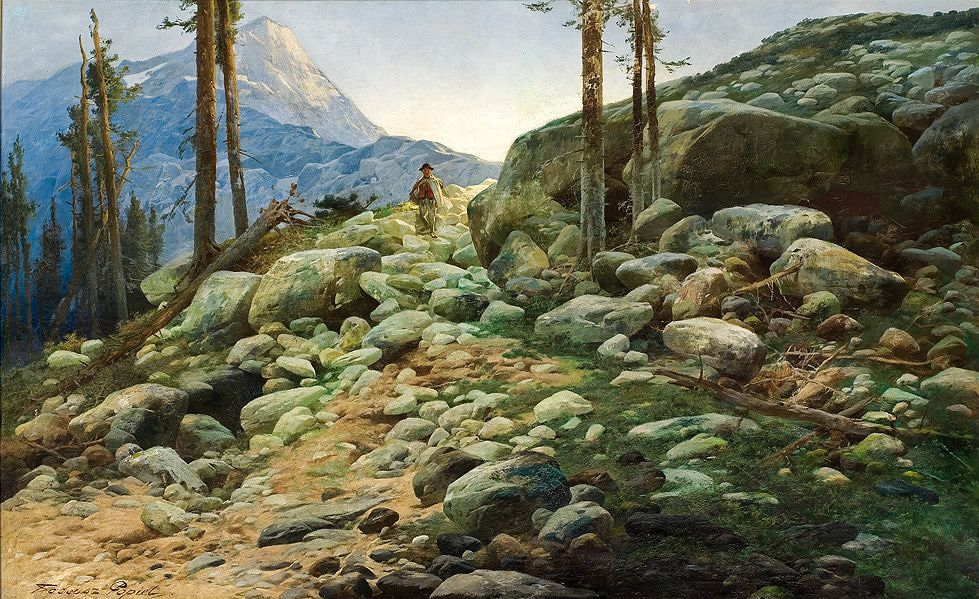
В Татрах
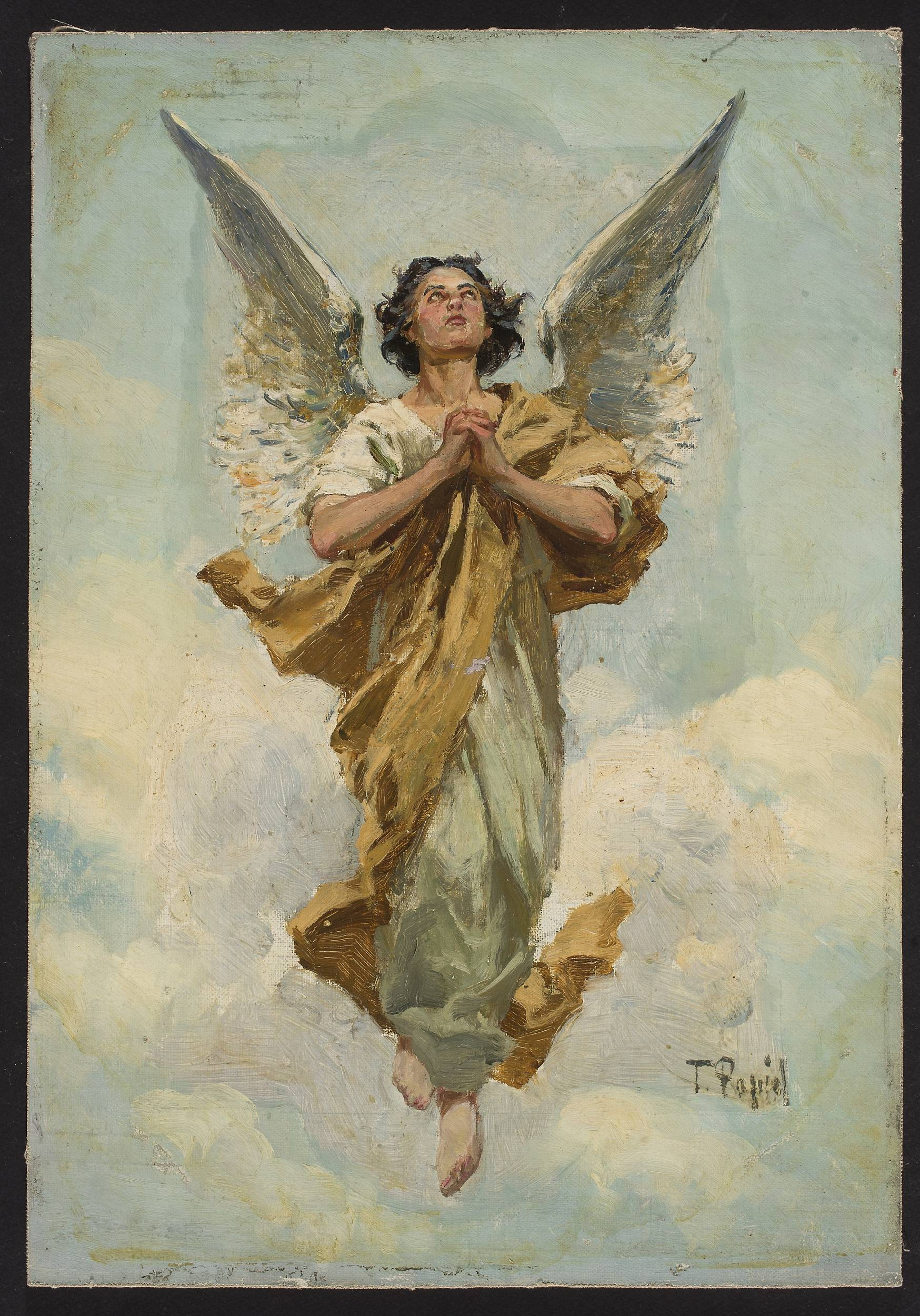
Ангел
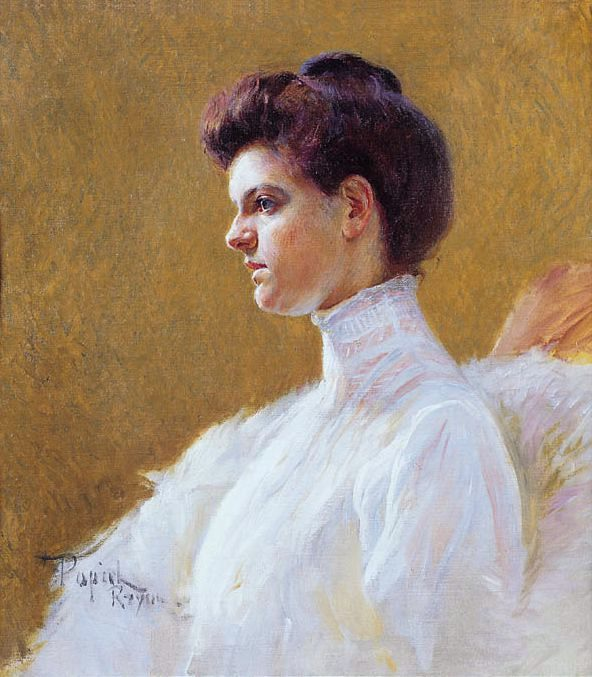
Портрет молодой женщины
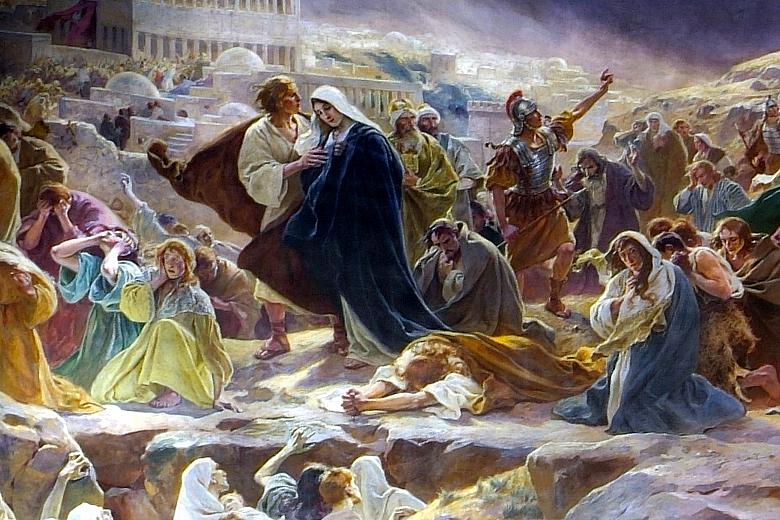
Фрагмент панорамы «Голгофа»
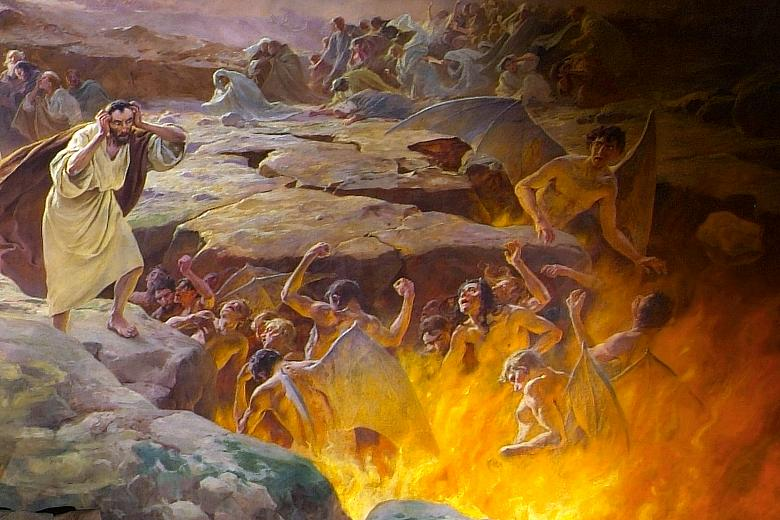
Фрагмент панорамы «Голгофа»
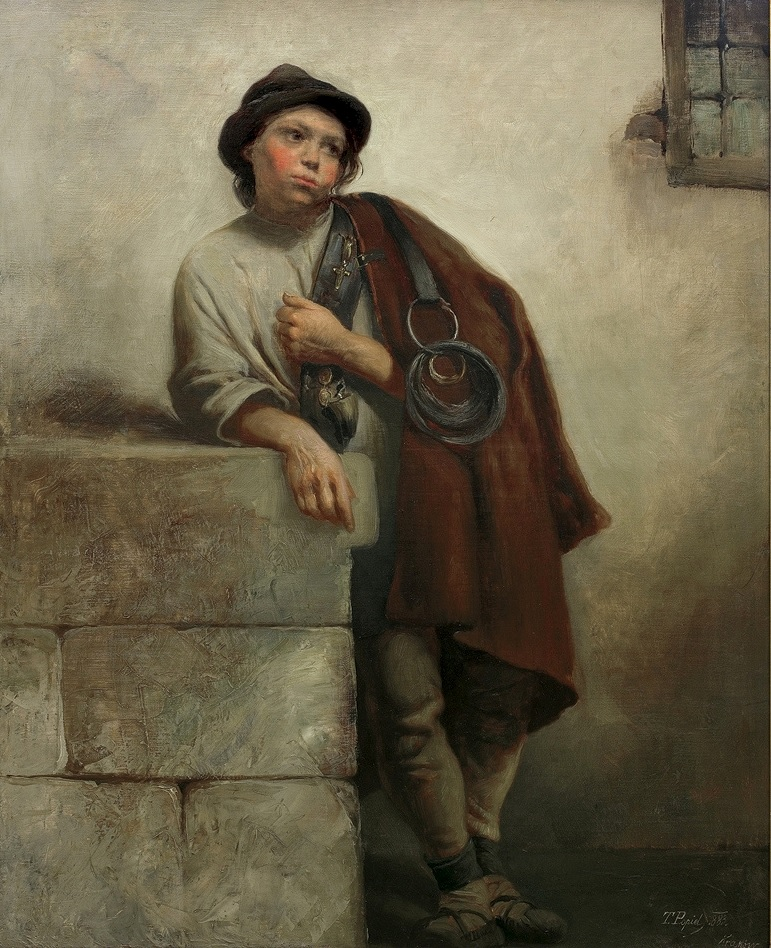
Мальчик из конюшни
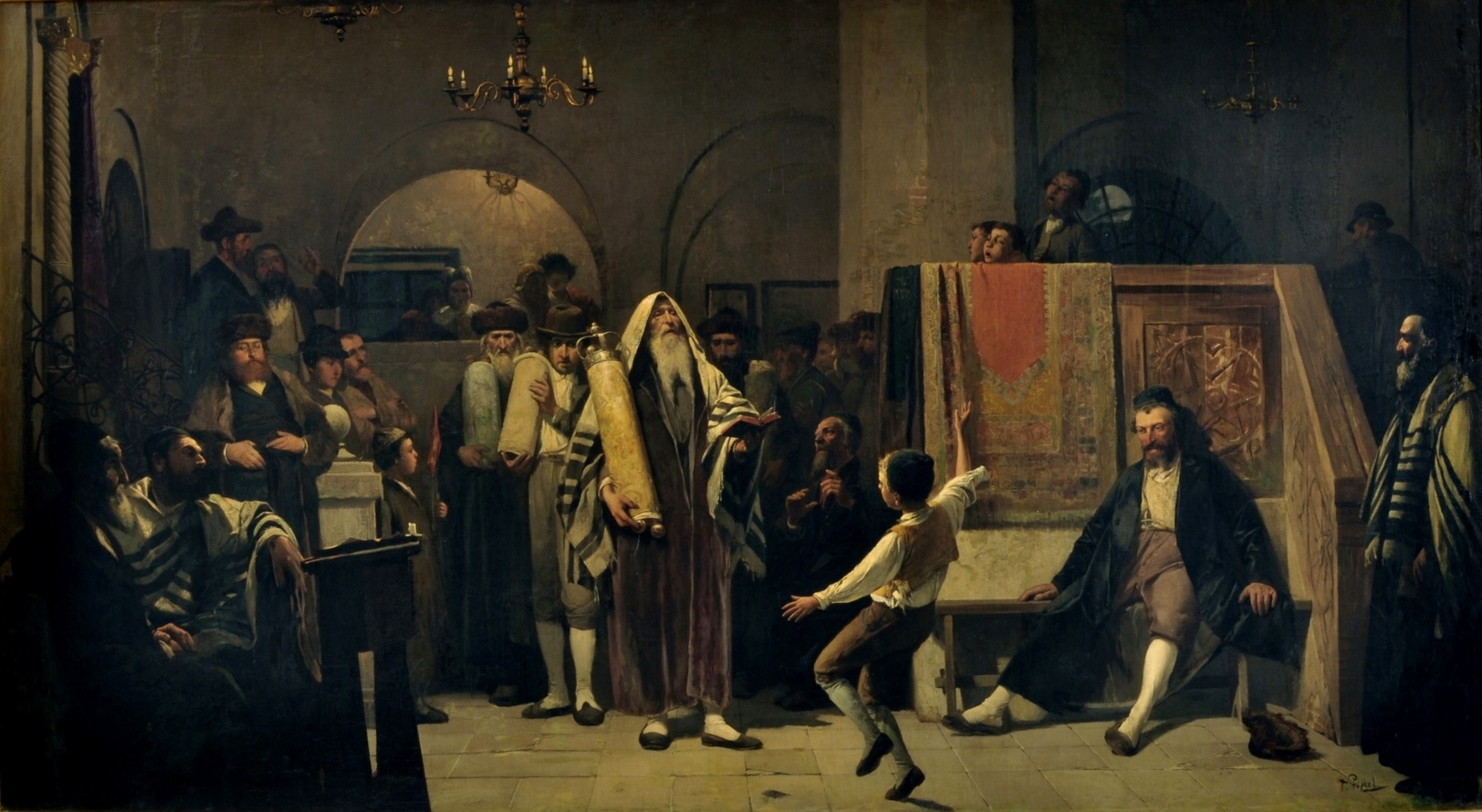
Радость торы